# Carla Bruniová-Sarkozyová
Carla Bruni-Sarkozy rozená Carla Gilberta Bruni Tedeschi (* 23. prosince 1967, Turín, Itálie) je Italská modelka, zpěvačka a manželka bývalého francouzského prezidenta Nicolase Sarkozyho. Narodila se v Itálii, ale od roku 1973 žije ve Francii. Navštěvovala střední školu ve Švýcarsku. Poté se vrátila do Paříže a studovala zde umění a architekturu. Avšak studia ve svých 19 letech zanechala kvůli kariéře modelky.

## Kariéra

### Modeling
Umělecký ředitel společnosti Guess? Paul Marciano si vybral Carlu Bruni jako modelku pro předvádění džínů této značky. Následně pracovala pro módní domy Christian Dior, Givenchy, Paco Rabanne, Sonia Rykiel, Christian Lacroix, Karl Lagerfeld, John Galliano, Yves Saint-Laurent, Chanel a Versace. V devadesátých letech 20. století patřila mezi dvacet nejlépe placených světových modelek, přičemž její roční příjem činil zhruba 7,5 miliónu amerických dolarů. V době své kariéry modelky měla známost s Ericem Claptonem, Mickem Jaggerem a Donaldem Trumpem.

### Hudba
V roce 1997 skončila s modelingem a vydala se na dráhu zpěvačky. Její debutové album bylo vydáno v roce 2002 pod názvem Quelqu'un m'a dit a zaznamenalo velký úspěch ve frankofonních zemích. Tři skladby z tohoto alba zazněly ve filmu Conversations with Other Women. Píseň s názvem Le plus beau du quartier byla použita ve vánoční reklamě společnosti H&M v roce 2006 .
Druhé album pod názvem No Promises bylo vydáno v lednu 2007. Carla Bruni se i navzdory funkci první dámy Francie nepřestala věnovat hudbě a její nejnovější album s názvem Comme si de rien n'était spatřilo světlo světa 11. června 2008. Všechny zisky z prodeje alba mají být věnovány na charitativní účely.

## Diskografie

### Alba
- 2002: Quelqu'un m'a dit
- 2007: No Promises
- 2008: Comme si de rien n'était
- 2013: Little French Songs

### Singly
- 2002: „Quelqu'un m'a dit“
- 2002: „Tout le monde“
- 2006: „Those Dancing Days Are Gone“
- 2006: „If You Were Coming in the Fall“
- 2008: „L'Amoureuse“
- 2013: „Chez Keith et Anita“
- 2013: „Mon Raymond“
- 2013: „Le Pingouin“

### Charitativní singly
- 2016: „Vole“ (feat. Nolwenn Leroy, Laurent Voulzy...)

## Filmografie
- 2011 Půlnoc v Paříži, režie: Woody Allen, role: průvodkyně v muzeu

## První dáma Francie
V únoru 2008 se provdala za francouzského prezidenta Nicolase Sarkozyho. Dne 19. října 2011 se jim narodila dcera Giulia, tedy ještě za doby úřadování Sarkozyho jako prezidenta.
Na její počest byla na pařížském předměstí Nogent-sur-Marne postavena její socha coby dělnice - socha je však považována za symbol chtivosti po penězích a necitlivosti, jaká charakterizovala Sarkozyho vládu (prezidentský pár si údajně posílal soukromé letadlo pro speciálně pečený chléb, denně se kupovaly čerstvé květiny za 20.000 Kč, atd.).[zdroj?]

## Soukromý život
Otec Alberto vlastnil prosperující firmu na pneumatiky, vedle toho skládal opery. Maminka Marisa Borini koncertovala jako klavíristka a je také herečka. Otec zemřel v roce 1996.
Z prvního manželství s profesorem filozofie Raphaëlem Enthovenem má syna Aureliena (2000). S bývalým francouzským prezidentem Nicolasem Sarkozym má dceru Giulii, která se narodila 19. října 2011.
Její sestrou je herečka Valeria Bruni Tedeschi (nar. 1964). Bratr Virginio Bruni Tedeschi (nar. 1959) zemřel v roce 2006 na AIDS. Má také nevlastní sestru Consuelo Remmert.

## Vyznamenání
- rytíř Řádu umění a literatury – Francie, 2003[4]
- velkokříž Řádu Karla III. – Španělsko, 24. dubna 2009[5][6]
- velkokříž Národního řádu Beninu – Benin, 10. prosince 2010 – udělil prezident Yayi Boni[7][8]